# Ophiorrhiza maboroensis
Ophiorrhiza maboroensis är en måreväxtart som beskrevs av Theodoric Valeton. Ophiorrhiza maboroensis ingår i släktet Ophiorrhiza och familjen måreväxter. Inga underarter finns listade i Catalogue of Life.